# Hysterochelifer cyprius
Hysterochelifer cyprius es una especie de arácnido del orden Pseudoscorpionida de la familia Cheliferidae.

## Distribución geográfica
Se encuentra en Grecia y en Israel.